# 伊達宗利
伊達 宗利（だて むねとし）は、江戸時代前期の大名。伊予国宇和島藩2代藩主。官位は従四位下・大膳大夫、侍従、遠江守。

## 生涯
初代藩主・伊達秀宗の三男として誕生した。寛永16年（1639年）2月15日に元服する。長兄の宗実が病弱のため嫡子を辞し、次兄の宗時が父に先立って死去したため、明暦3年（1657年）7月21日、父の隠居により家督を継ぐ。寛文10年（1670年）から八十島親隆を検地奉行として検地制度や村役人制度を確立し、元禄元年（1688年）には紙専売制度も実施するなどして藩政の基盤を固めた。しかし藩主の居殿である浜屋敷の造営、宇和島城の大改修など出費も相次ぎ、藩財政は苦しかった。
寛文11年（1671年）に本家の仙台藩で伊達騒動が起こったときには、今村善太夫ら罪人を預かっている。延宝9年（1681年）の越後騒動の際には、舅である松平光長が当事者だったこともあり、宗利が幕府と越後高田藩松平家との事後処理の窓口とされた。
元禄6年（1693年）11月14日、家督を養嗣子で娘婿の宗贇に譲って隠居し、宝永5年（1708年）12月21日に75歳で死去した。法号は天梁院殿賢山紹徳大居士。

## 系譜
- 父：伊達秀宗（1591年 - 1658年）
- 母：朝井氏
- 正室：稲姫 - 大通院、松平光長の娘
  - 長女：豊姫（1660年 - 1733年） - 真田幸道正室
  - 次女：三保姫 - 伊達宗贇正室
- 側室：元泉氏
  - 長男：兵助 - 夭折
- 側室：古谷氏
  - 三女：多尾 - 夭折
  - 三男：鐵千代 - 夭折
  - 六男：栄之助 - 夭折
- 側室：昆陽野氏
  - 次男：六松 - 夭折
  - 四男：金十郎 - 夭折、仙台伊達綱村の嗣子内定後に早世
  - 七男：千代之助 - 夭折
- 側室：田部氏
  - 五男：富之助 - 伊達宗職の養子
  - 四女：光（三津） - 京極高或正室
  - 六女：賢（乾） - 伊達宗職の養女
- 側室：入野氏
  - 五女：佐知 - 夭折
- 養子
  - 男子：伊達宗贇（1665年 - 1711年） - 宇和島伊達家3代、伊達綱宗の三男